# Charaxes violetta
Charaxes violetta är en fjärilsart som beskrevs av Grose-smith 1885. Charaxes violetta ingår i släktet Charaxes och familjen praktfjärilar. Inga underarter finns listade i Catalogue of Life.